# Liste der Rijkswegen in den Niederlanden

Karte aller niederländischen Rijkswegen

Rijkswegen (Abkürzung: RW) sind alle Straßen in den Niederlanden, die durch den Rijkswaterstaat (niederländisches Ministerium für Verkehr und Wasserbau) betrieben werden. Im Jahr 2018 gab es in den Niederlanden insgesamt 5357 km an Autobahnen.
Ein Rijksweg kann eine Autobahn (A), aber auch eine Autostraße oder eine gewöhnliche Straße (N) sein. Er ist an den grünen Stationszeichen zu erkennen. Ähnlich wie in Deutschland verlaufen die Rijkswegen mit gerader Endziffer überwiegend in West-Ost-Richtung, jene mit ungerader Endziffer in Nord-Süd-Richtung. Rijkswegen mit einer Ziffer sind von staatlicher oder gar grenzüberschreitender Bedeutung, mit zwei Ziffern sind in der Regel von übergeordneter regionaler Bedeutung und mit drei Ziffern sind in der Regel von regionaler oder städtischer Bedeutung.

## 1 bis 9
| Nummer      | Provinz(en)                                                   | Verlauf | Länge  | Status                                               | Karte |
| ----------- | ------------------------------------------------------------- | --- | ------ | ---------------------------------------------------- | ----- |
| A1          | Noord-Holland, Utrecht, Gelderland und Overijssel             | Amsterdam – Amersfoort – Apeldoorn – Oldenzaal (– Osnabrück – Bad Oeynhausen)                                      | 157 km | in Betrieb                                           |       |
| A2 · N2     | Noord-Holland, Utrecht, Gelderland, Noord-Brabant und Limburg | Amsterdam – Utrecht – ’s-Hertogenbosch – Eindhoven – Weert – Maastricht (– Lüttich)                                | 217 km | in Betrieb                                           |       |
| N3          | Zuid-Holland                                                  | Papendrecht – Dordrecht                                                                                            | 10 km  | in Betrieb                                           |       |
| A4          | Noord-Holland, Zuid-Holland und Noord-Brabant                 | Amsterdam – Flughafen Schiphol – Leiden – Den Haag – Delft – Vlaardingen Numansdorp – Bergen op Zoom (– Antwerpen) | 116 km | in Betrieb in Planung: Knooppunt Benelux – Klaaswaal |       |
| A5          | Noord-Holland                                                 | Hoofddorp – Raasdorp – Amsterdam Westpoort                                                                         | 17 km  | in Betrieb                                           |       |
| A6          | Noord-Holland, Flevoland und Fryslân                          | Muiderberg – Lelystad – Emmeloord – Joure                                                                          | 101 km | in Betrieb                                           |       |
| A7 · N7     | Noord-Holland, Fryslân und Groningen                          | Zaandam – Purmerend – Den Oever – Zurich – Heerenveen – Groningen (– Bunde)                                        | 242 km | in Betrieb                                           |       |
| A8          | Noord-Holland                                                 | Amsterdam – Zaandam – Beverwijk                                                                                    | 10 km  | in Betrieb                                           |       |
| A9 · N9     | Noord-Holland                                                 | Amstelveen – Haarlem – Alkmaar – Den Helder                                                                        | 96 km  | in Betrieb                                           |       |
|             |                                                               | |        |                                                      |       |
| Gesamtlänge | Gesamtlänge                                                   | Gesamtlänge | 956 km |                                                      |       |

## 10 bis 19
| Nummer      | Provinz(en)                          | Verlauf                                                                         | Länge  | Status                      | Karte |
| ----------- | ------------------------------------ | ------------------------------------------------------------------------------- | ------ | --------------------------- | ----- |
| A10         | Noord-Holland                        | Ring Amsterdam                                                                  | 32 km  | in Betrieb                  |       |
| N11         | Zuid-Holland                         | Leiden – Alphen aan den Rijn – Bodegraven                                       | 21 km  | in Betrieb                  |       |
| A12         | Zuid-Holland, Utrecht und Gelderland | Den Haag – Utrecht – Arnheim (– Wesel – Oberhausen)                             | 137 km | in Betrieb                  |       |
| A13         | Zuid-Holland                         | Den Haag – Rotterdam                                                            | 17 km  | in Betrieb                  |       |
| N14         | Zuid-Holland                         | Wassenaar – Leidschendam – Den Haag                                             | 5 km   | in Betrieb                  |       |
| A15 · N15   | Zuid-Holland und Gelderland          | Oostvoorne – Rotterdam – Gorinchem – Bemmel – Babberich – Doetinchem – Enschede | 204 km | in Betrieb                  |       |
| A16         | Zuid-Holland und Noord-Brabant       | Rotterdam – Dordrecht – Breda (– Brecht – Antwerpen)                            | 58 km  | in Betrieb                  |       |
| A17         | Noord-Brabant                        | Moerdijk – Roosendaal                                                           | 27 km  | in Betrieb                  |       |
| A18 · N18   | Gelderland und Overijssel            | Zevenaar – Doetinchem – Varsseveld – Enschede                                   |        | Als ein Teil der ausgeführt |       |
|             |                                      |                                                                                 |        |                             |       |
| Gesamtlänge | Gesamtlänge                          | Gesamtlänge                                                                     | 501 km |                             |       |

## 20 bis 29
| Nummer      | Provinz(en)                                                       | Verlauf                                           | Länge  | Status     | Karte |
| ----------- | ----------------------------------------------------------------- | ------------------------------------------------- | ------ | ---------- | ----- |
| A20         | Zuid-Holland                                                      | Maasdijk – Rotterdam – Gouda                      | 39 km  | in Betrieb |       |
| A22         | Noord-Holland                                                     | IJmuiden – Beverwijk                              | 8 km   | in Betrieb |       |
| A27         | Noord-Brabant, Zuid-Holland, Utrecht, Noord-Holland und Flevoland | Breda – Gorinchem – Utrecht – Almere              | 109 km | in Betrieb |       |
| A28         | Utrecht, Gelderland, Overijssel, Drenthe und Groningen            | Utrecht – Amersfoort – Zwolle – Assen – Groningen | 187 km | in Betrieb |       |
| A29         | Zuid-Holland und Noord-Brabant                                    | Rotterdam – Klaaswaal                             | 13 km  | in Betrieb |       |
|             |                                                                   |                                                   |        |            |       |
| Gesamtlänge | Gesamtlänge                                                       | Gesamtlänge                                       | 356 km |            |       |

## 30 bis 39
| Nummer      | Provinz(en)                     | Verlauf                                 | Länge  | Status                                | Karte |
| ----------- | ------------------------------- | --------------------------------------- | ------ | ------------------------------------- | ----- |
| A30         | Gelderland                      | Ede – Barneveld                         | 18 km  | in Betrieb                            |       |
| A31 · N31   | Fryslân                         | Zurich – Leeuwarden – Drachten          | 67 km  | in Betrieb                            |       |
| A32 · N32   | Drenthe, Overijssel und Fryslân | Meppel – Heerenveen – Leeuwarden        | 67 km  | in Betrieb                            |       |
| N33         | Groningen und Drenthe           | Assen – Zuidbroek – Eemshaven           | 72 km  | in Betrieb                            |       |
| N34         | Drenthe und Overijssel          | Zuidlaren – Emmen – Ommen               |        | Abstufung zum Provinciale weg erfolgt |       |
| A35 · N35   | Overijssel                      | Wierden – Enschede (– Gronau – Münster) | 36 km  | in Betrieb                            |       |
| N36         | Overijssel                      | Almelo – Dedemsvaart                    | 36 km  | in Betrieb                            |       |
| A37         | Drenthe                         | Hoogeveen (– Meppen)                    | 42 km  | in Betrieb                            |       |
| A38         | Zuid-Holland                    | Ridderkerk – Rotterdam                  | 2 km   | in Betrieb                            |       |
|             |                                 |                                         |        |                                       |       |
| Gesamtlänge | Gesamtlänge                     | Gesamtlänge                             | 340 km |                                       |       |

## 40 bis 49
| Nummer      | Provinz(en)                    | Verlauf                                       | Länge | Status                                | Karte |
| ----------- | ------------------------------ | --------------------------------------------- | ----- | ------------------------------------- | ----- |
| N41         | Groningen                      | Groningen – Delfzijl                          |       | Abstufung zum Provinciale weg erfolgt |       |
| A44 · N44   | Noord-Holland und Zuid-Holland | Burgerveen – Wassenaar – Den Haag             | 28 km | in Betrieb                            |       |
| N46         | Groningen                      | Groningen – Eemshaven                         |       | Abstufung zum Provinciale weg erfolgt |       |
| N48         | Drenthe und Overijssel         | Ommen – Hoogeveen                             | 19 km | in Betrieb                            |       |
| N48         | Overijssel und Gelderland      | Ommen – Deventer – Zutphen – Dieren – Arnheim |       | Abstufung zum Provinciale weg erfolgt |       |
|             |                                |                                               |       |                                       |       |
| Gesamtlänge | Gesamtlänge                    | Gesamtlänge                                   | 47 km |                                       |       |

## 50 bis 59
| Nummer      | Provinz(en)                                         | Verlauf                                                                     | Länge  | Status                                | Karte |
| ----------- | --------------------------------------------------- | --------------------------------------------------------------------------- | ------ | ------------------------------------- | ----- |
| A50 · N50   | Noord-Brabant, Gelderland, Overijssel und Flevoland | Eindhoven – Oss – Ravenstein – Arnheim – Apeldoorn – Kampen                 | 160 km | in Betrieb                            |       |
| A52N52      | Gelderland                                          | Arnheim – Nijmegen (– Kleve – Krefeld)                                      |        | Abstufung zum Provinciale weg erfolgt |       |
| N57         | Zuid-Holland und Zeeland                            | Brielle – Haamstede – Middelburg                                            | 77 km  | in Betrieb                            |       |
| A58 · N58   | Zeeland und Noord-Brabant                           | Eindhoven – Breda – Vlissingen                                              | 140 km | in Betrieb                            |       |
| A59 · N59   | Zeeland, Zuid-Holland und Noord-Brabant             | Serooskerke – Zierikzee – Willemstad – Zevenbergen – ’s-Hertogenbosch – Oss | 121 km | in Betrieb                            |       |
|             |                                                     |                                                                             |        |                                       |       |
| Gesamtlänge | Gesamtlänge                                         | Gesamtlänge                                                                 | 498 km |                                       |       |

## 60 bis 69
| Nummer      | Provinz(en)               | Verlauf                                                                 | Länge  | Status                                    | Karte |
| ----------- | ------------------------- | ----------------------------------------------------------------------- | ------ | ----------------------------------------- | ----- |
| N60         | Zeeland                   | Kruiningen – Hulst                                                      |        | Abstufung zum Provinciale weg und erfolgt |       |
| N61         | Zeeland                   | Schoondijke – Terneuzen                                                 | 25 km  | in Betrieb                                |       |
| A65 · N65   | Noord-Brabant             | ’s-Hertogenbosch – Tilburg                                              | 22 km  | in Betrieb                                |       |
| A67         | Noord-Brabant und Limburg | (Antwerpen – Turnhout –) Eindhoven – Venlo (– Moers – Duisburg – Essen) | 78 km  | in Betrieb                                |       |
| A68         | Limburg                   | Weert – Baexem – Roermond (– Mönchengladbach – Düsseldorf)              |        | Abstufung zum Provinciale weg erfolgt     |       |
| N69         | Noord-Brabant             | Eindhoven – Valkenswaard (– Overpelt – Hasselt)                         |        | Abstufung zum Provinciale weg erfolgt     |       |
|             |                           |                                                                         |        |                                           |       |
| Gesamtlänge | Gesamtlänge               | Gesamtlänge                                                             | 125 km |                                           |       |

## 70 bis 79
| Nummer      | Provinz(en)                           | Verlauf                                             | Länge  | Status     | Karte |
| ----------- | ------------------------------------- | --------------------------------------------------- | ------ | ---------- | ----- |
| A73         | Gelderland, Noord-Brabant und Limburg | Echt-Susteren – Maasbracht – Boxmeer – Nijmegen     | 106 km | in Betrieb |       |
| A74         | Limburg                               | (Mönchengladbach – Viersen – ) Venlo                | 2 km   | in Betrieb |       |
| A76         | Limburg                               | (Löwen – Genk –) Geleen – Heerlen (– Aachen – Köln) | 27 km  | in Betrieb |       |
| A77         | Noord-Brabant und Limburg             | Boxmeer (– Goch – Moers – Krefeld)                  | 10 km  | in Betrieb |       |
| A79         | Limburg                               | Maastricht – Heerlen                                | 17 km  | in Betrieb |       |
|             |                                       |                                                     |        |            |       |
| Gesamtlänge | Gesamtlänge                           | Gesamtlänge                                         | 162 km |            |       |

## 90 bis 99
| Nummer | Provinz(en)   | Verlauf                | Länge | Status     | Karte |
| ------ | ------------- | ---------------------- | ----- | ---------- | ----- |
| N99    | Noord-Holland | Den Helder – Den Oever | 19 km | in Betrieb |       |

## Über 100
| Nummer      | Provinz(en)            | Verlauf                                | Länge | Status                                | Karte |
| ----------- | ---------------------- | -------------------------------------- | ----- | ------------------------------------- | ----- |
| A200 · N200 | Noord-Holland          | Amsterdam – Haarlem                    | 12 km | in Betrieb                            |       |
| A208 · N208 | Noord-Holland          | Haarlem – Velsen                       | 12 km | in Betrieb                            |       |
| N271        | Limburg und Gelderland | Malden – Venlo – Roermond – Maasbracht |       | Abstufung zum Provinciale weg erfolgt |       |
| N274        | Limburg                | Schinveld (– Selfkant –) Koningbosch   |       | Abstufung zum Provinciale weg erfolgt |       |
|             |                        |                                        |       |                                       |       |
| Gesamtlänge | Gesamtlänge            | Gesamtlänge                            | 12 km |                                       |       |